# Szeherezada (Ravel)
Szeherezada (Schéhérazade) to tytuł utworu na sopran i orkiestrę Maurice’a Ravela.
Dzieło Ravela powstało pod wpływem poematu symfonicznego Nikołaja Rimskiego-Korsakowa pod tym samym tytułem. Początkowo Ravel zamierzał napisać operę. Pierwsze szkice pochodzą z roku 1899. W rezultacie powstała jedynie uwertura. Mimo iż została bardzo źle przyjęta przez krytykę, Ravel w 1903 jeszcze raz powrócił do tematu, komponując tym razem utwór na głos solowy (sopran) i orkiestrę. Tym razem odniósł wielki sukces.
Literacką kanwą utworu jest poemat Szeherezada Tristana Klingsora.
Kompozycja Ravela również podzielona jest na trzy części:
I. Azja
Deklamacyjny śpiew, oparty na prozie, jaką rozpoczyna się poemat Klingsora, rozwija się niezależnie, w tle dominacji orkiestry, w partii której kompozytor środkami ilustracyjnymi oddał barwny i tajemniczy świat Azji. Jest to najdłuższa część utworu. 
II. Czarodziejski flet (Flûte enchante) 
Recytacyjny tekst coraz bardziej staje się melodyjny, w większym stopniu - zwłaszcza tam, gdzie spotyka się z solowymi instrumentami - splatając się z akompaniamentem.
III. Obojętny (L'Indifférent)
Głos solowy staje się wiodący. Ten fragment utworu został pomyślany jako część dużych kontrastów oddających rozległą gamę nastrojów poematu Klingsora, od wzniosłości i namiętności do rezygnacji i żalu.